# Zastup
Zastup (izvirno srbsko Заступ) je naselje v Srbiji, ki upravno spada pod Občino Prijepolje; slednja pa je del Zlatiborskega upravnega okraja.

## Demografija
V naselju živi 105 polnoletnih prebivalcev, pri čemer je njihova povprečna starost 41,2 let (37,6 pri moških in 45,2 pri ženskah). Naselje ima 40 gospodinjstev, pri čemer je povprečno število članov na gospodinjstvo 3,20.
Prebivalstvo je večinoma nehomogeno, a v času zadnjih treh popisov je opazno zmanjšanje števila prebivalcev.
|  |

| Demografija | Demografija     | Demografija     |
| Leto        | Št. prebivalcev | Št. prebivalcev |
| ----------- | --------------- | --------------- |
|             |                 |                 |
|             |                 |                 |
|             |                 |                 |
|             |                 |                 |
| 1948        | 359             |                 |
| 1953        | 440             |                 |
| 1961        | 434             |                 |
| 1971        | 409             |                 |
| 1981        | 292             |                 |
| 1991        | 187             | 186             |
| 2002        | 133             | 128             |
|             |                 |                 |

| Etnična sestava po popisu iz leta 2002 | Etnična sestava po popisu iz leta 2002 | Etnična sestava po popisu iz leta 2002 | Etnična sestava po popisu iz leta 2002 | Etnična sestava po popisu iz leta 2002 |
| -------------------------------------- | -------------------------------------- | -------------------------------------- | -------------------------------------- | -------------------------------------- |
| Srbi                                   | Srbi                                   |                                        | 69                                     | 53,90%                                 |
| Muslimani                              | Muslimani                              |                                        | 42                                     | 32,81%                                 |
| Črnogorci                              | Črnogorci                              |                                        | 17                                     | 13,28%                                 |
| Neznano                                | Neznano                                |                                        | 0                                      | 0,0%                                   |